# Vater macht Karriere
Vater macht Karriere ist ein deutsch-österreichisches Filmlustspiel aus dem Jahre 1956 von Carl Boese, dessen letzte Filmregie dies war, mit Theo Lingen in der Titelrolle. Weitere Hauptrollen spielten Joachim Fuchsberger, Brigitte Rau und Lucie Englisch. Der Geschichte liegt das Bühnenstück Hasenklein kann nichts dafür von Hans Mahner Mons zugrunde.

## Handlung
Der Zwergstaat Waldenburg ist eine Nation mit sehr wechselhafter Geschichte. Man hat hier schon so ziemlich sämtliche Staatsformen durchgespielt: Herzogtum Waldenburg, Bundesstaat Waldenburg, Republik Waldenburg und Demokratische Volksrepublik Waldenburg – nichts funktionierte oder war von Dauer. Nun stehen mal wieder Wahlen an, und 22 Parteien bewerben sich um die Sitze im kommenden Landtag. Ein heißer Favorit für das Amt des zukünftigen Ministerpräsidenten ist nicht in Aussicht. Während man im örtlichen Gasthaus heiß um die Zukunft des winzigen Landes diskutiert, echauffiert sich der kleinbürgerliche Schneidermeister Titus Hasenklein über zwei Fliegen, die sich in seinem Glas mit dem bestellten Bier niedergelassen haben. Er flucht lautstark, dass dieses Lokal eine „Sauwirtschaft“ sei und dass „hier mal Ordnung gemacht werden muss, aber ganz gewaltig!“. Die Männer im Gasthaus, die sich soeben in Rage geredet haben, beziehen Hasenkleins Wutausbruch auf den Zustand Waldenburgs, und es tönt allenthalben ein „Sehr richtig!“ und „Das ist unser Mann!“. 
Dem smarten Harry Greif, seines Zeichens Parteistratege der PGF, kommt dieser angebliche Vertreter der Arbeiterschaft Waldenburgs sehr gelegen, und er schlägt vor, Titus Hasenklein auf die Wahlliste seiner Partei für die kommende Landtagswahl zu setzen. Der politisch ahnungslose Schneidermeister wird damit so zum Spielball politischer Strippenzieher, die ihn für ihre Ziele zu instrumentalisieren suchen. Ein rasanter Aufstieg beginnt, der schließlich in der Ernennung des ahnungslosen Schneiderleins zum neuen Ministerpräsidenten des Landes gipfelt. Dass Harry Hasenkleins Karriere letztlich nur deswegen lanciert hat, um seinem Freund Alex von Schendell, Sohn des Herrn Staatssekretär, zu helfen, ahnt Titus nicht. Alex, ein Vertreter der gesellschaftlichen Oberschicht, möchte nämlich Margot Hasenklein heiraten, doch der allzu große gesellschaftliche Unterschied der beiden war bislang ein zu großes Hinderns. 
Jetzt, wo Hasenklein als Regierungschef Waldenburg vorsteht, sieht die Sache natürlich anders aus. Harry Greif hat sich alles fein ausgedacht, doch er hat nicht mit Hasenkleins Eigensinn und dem Anspruchsdenken von dessen Ehefrau Emma gerechnet. Bald bleibt Harry nichts anderes mehr übrig, als denjenigen wieder zu stürzen, den er gerade kurz zuvor mühsam aufgebaut hatte. Eigentlich ist dieser tiefe Fall Titus Hasenklein ganz recht, denn nun kann er endlich wieder in seine kleine, aber ihm vertraute Welt zurückkehren. Und Margot und Alex haben sich ohnehin trotz allem lieb. 

## Produktionsnotizen und Wissenswertes
Vater macht Karriere entstand im Herbst 1956 und wurde am 22. Februar 1957 im Münchner Film-Eck uraufgeführt. 
Kurt Hammer übernahm die Herstellungsleitung, Adam Napoleon Schneider die Produktionsleitung. Felix Smetana entwarf die Filmbauten, seine Frau Käthe die Kostüme.
Der Stoff wurde bereits 1932 unter dem Titel Hasenklein kann nichts dafür erstverfilmt.

## Kritik
Im Filmdienst heißt es: „Primitiver Blödelschwank, der versucht, die parlamentarische Demokratie zu karikieren.“